# Spettro dell'atomo di idrogeno

Serie principali delle linee spettrali dell'atomo d'idrogeno.

Lo spettro dell'atomo di idrogeno è l'insieme delle lunghezze d'onda presenti nella luce che l'atomo di idrogeno è capace di emettere.
Questo spettro luminoso è composto da serie spettrali con lunghezze d'onda discrete.  La formula di Rydberg (ricavata empiricamente) ne descrive esattamente i valori.
{\displaystyle {\frac {1}{\lambda }}=R_{\mathrm {H} }\left({\frac {1}{n_{1}^{2}}}-{\frac {1}{n_{2}^{2}}}\right)}
dove
- {\displaystyle \lambda } è la lunghezza d'onda della luce nel vuoto.
- {\displaystyle R_{\mathrm {H} }} è la costante di Rydberg dell'idrogeno {\displaystyle \left(R=1,0972\times 10^{7}{m}^{-1}\right)}.
- {\displaystyle n_{1}} e {\displaystyle n_{2}} sono interi tali che {\displaystyle n_{1}<n_{2}}.

## Interpretazione
L'idrogeno è il primo atomo della Tavola periodica ed è formato da un protone e da un elettrone. L'energia dell'elettrone, in un sistema di riferimento con origine nel centro di massa non può assumere che determinati valori discreti chiamati livelli di energia (vedi Modello atomico di Bohr-Sommerfeld). Quando l'elettrone passa da un livello di energia alto ad uno più basso, emette un fotone la cui energia è pari alla differenza fra quei due livelli. Conseguentemente (per l'ipotesi di Planck) la frequenza della radiazione emessa non può assumere che valori discreti e determinati, ciò che chiamiamo il suo spettro.

## Verifiche sperimentali
- Spettro solare
- Lampada ad idrogeno
- Spettro dell'acqua nell'acqua pesante

## Livelli energetici
Con il termine spettro dell'atomo di idrogeno si può anche indicare lo spettro dell'operatore Hamiltoniana nel caso di un potenziale coulombiano:
{\displaystyle H={\frac {p^{2}}{2m}}-{\frac {Ze^{2}}{r}}}
i cui autovalori sono:
{\displaystyle E_{n}=-{\frac {mZ^{2}e^{4}}{2\hbar ^{2}n^{2}}}}
dove m è la massa dell'elettrone e Z=1 nel caso dell'idrogeno.